# Basile le Loup
Pour les articles homonymes, voir Lupu.
Basile Le Loup ou Vasile Lupu  (« le Loup ») (1595 - 1661) est prince de Moldavie de 1634 à 1653. Il succède à Musa Movilă. La monarchie est élective dans les principautés roumaines de Moldavie et de Valachie, comme en Transylvanie et en Pologne voisines. Le prince (voïvode, hospodar ou domnitor selon les époques et les sources) est élu par (et souvent parmi) les boyards. Pour être nommé, régner et se maintenir, il s'appuie sur les partis de boyards et fréquemment sur les puissances voisines, habsbourgeoise, polonaise, russe et surtout ottomane, car jusqu'en 1859 les deux principautés sont vassales de la « Sublime Porte » ottomane dont elles sont tributaires.

## Règne

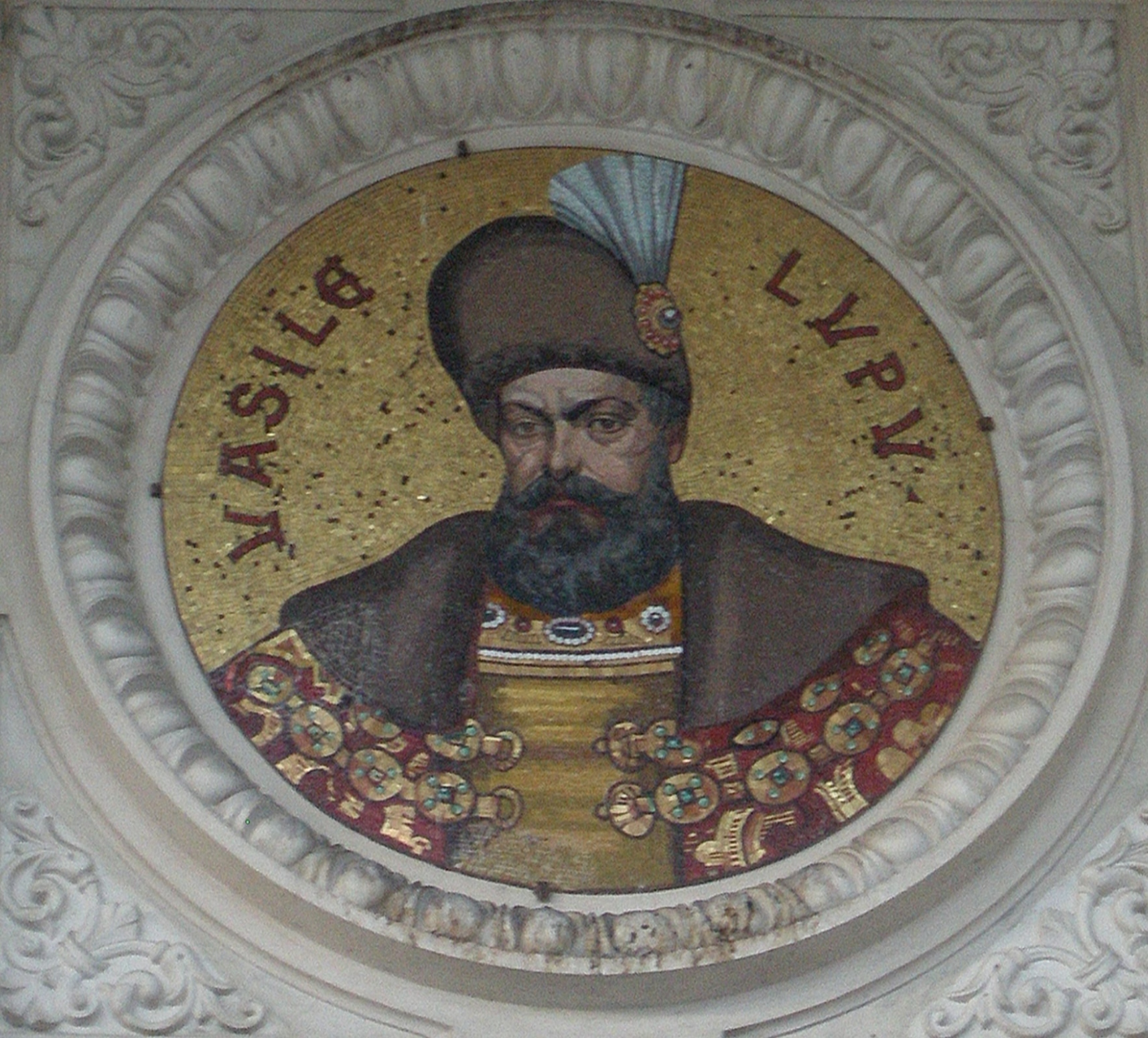
Vasile Lupu.

Albanais d'origine, Basile le Loup est élu prince de Moldavie par les boyards en réaction contre l'augmentation de l'influence phanariote. Son régime est marqué par la splendeur et l'apparat, mais Basile est presque continuellement en guerre avec la Valachie. Tout en favorisant l'élément grec, il est le premier à introduire la langue roumaine dans les facultés, les écoles et l'Église. En 1646, il fait imprimer un code de lois civiles et criminelles. Il commande la construction d'églises et est considéré comme un mécène de la culture et des arts (introduction de la presse imprimée, fondateur de l'Académie Vasiliană, université qui fonctionne jusqu'en 1821). Dépensier, il est moins efficace dans sa gestion de la politique fiscale.
Du côté militaire, si Basile lutte contre la Valachie du prince Matthieu Basarab, c'est parce qu'il veut imposer son fils Ioan au trône de cette principauté. Son armée est deux fois repoussée en 1639 à Ojogeni et Nenișori, puis une troisième fois à Finta en 1653. Après cette bataille, les boyards moldaves se révoltent et le remplacent par Gheorghe Ștefan, le favori valaque. Il est emprisonné et meurt dans la prison Yedikule de Constantinople en 1661.
Le corps du prince Basile le Loup est ramené à Iași et inhumé avec celui de sa première épouse la princesse Tudosca, morte en 1639, dans le monastère des « Trois Saints-Hiérarques » de la ville (en roumain : Biserica Șfînții Trei Ierarhi).

## Famille et descendance
Basile a deux épouses successives. 
1) Tudosca (morte en 1639) qui lui donne quatre enfants :
- Ioan, difforme de naissance, prétendant au trône de Valachie en 1636 ;
- une fille qui épouse un ambassadeur vénitien ;
- Marie qui épouse en 1645 Janusz Radziwill, un prince polonais ;
- Roxanda qui épouse en 1652 Timosz Khmelnitsky, fils du chef cosaque Bogdan Khmelnitsky, morte en 1687.

2) Catherine dite « la Circassienne » (une Tcherkesse, épousée en 1640, et qu'il doit acheter mille cinq cents pièces d'or à ses parents) qui lui donne trois fils : 
- Ștefăniță Lupu né en 1641.
- Ioan (mort en 1648),
- Alexandru (mort en 1648).

## Hommages

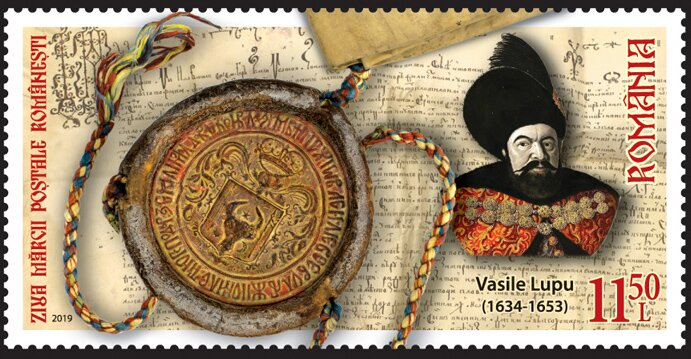
Timbre roumain de 2019.
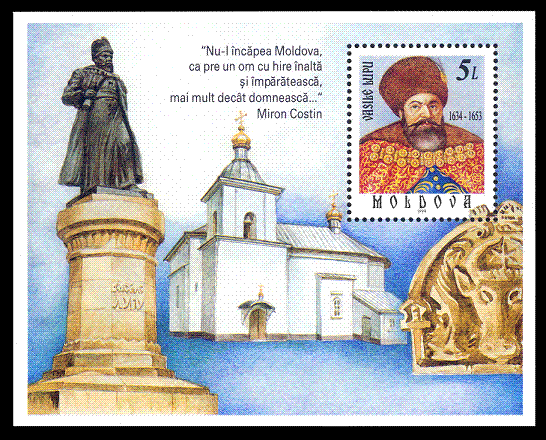
Timbre moldave de 1999.
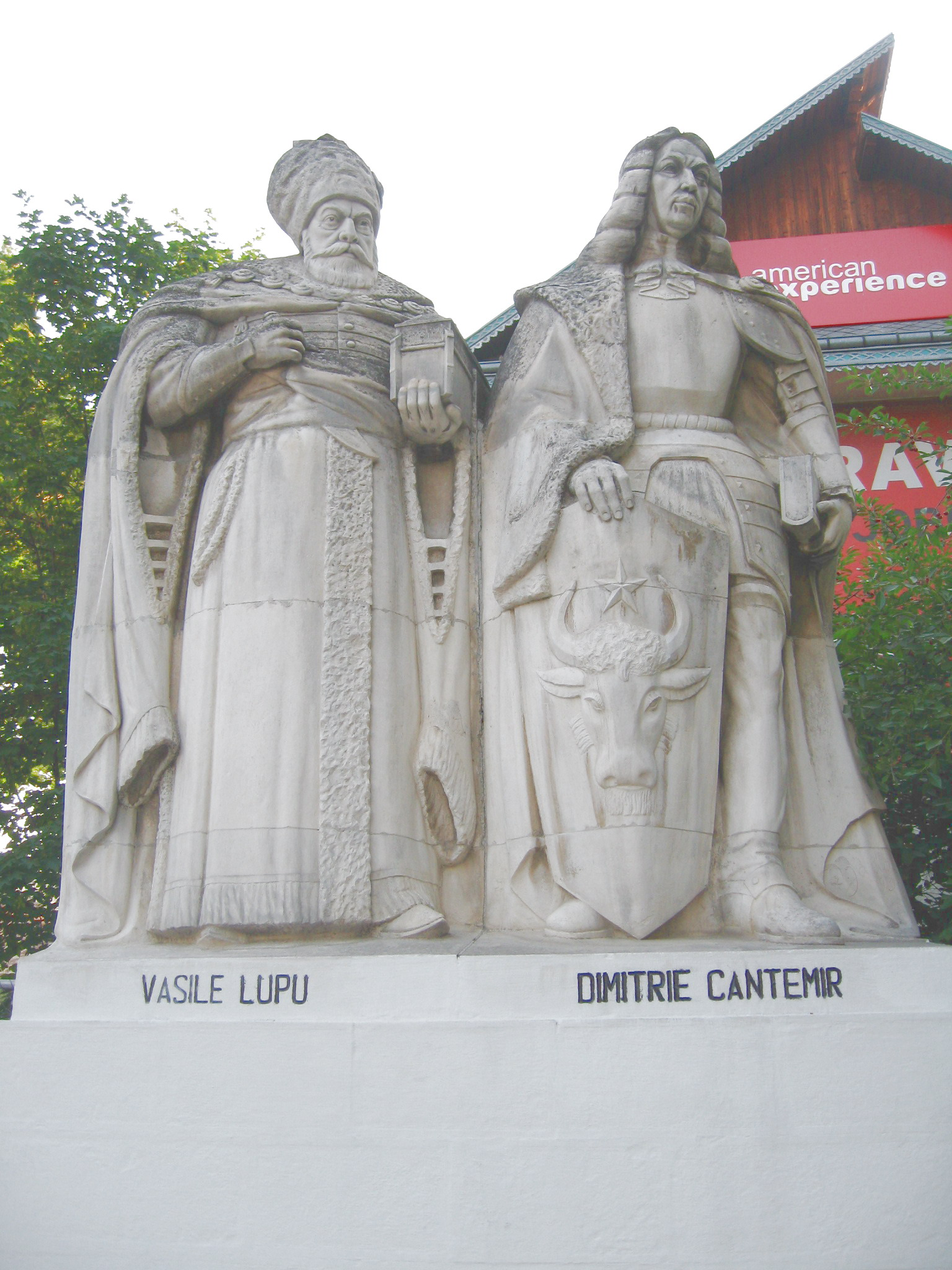
Sa statue dans le groupe des princes moldaves à Iasi.
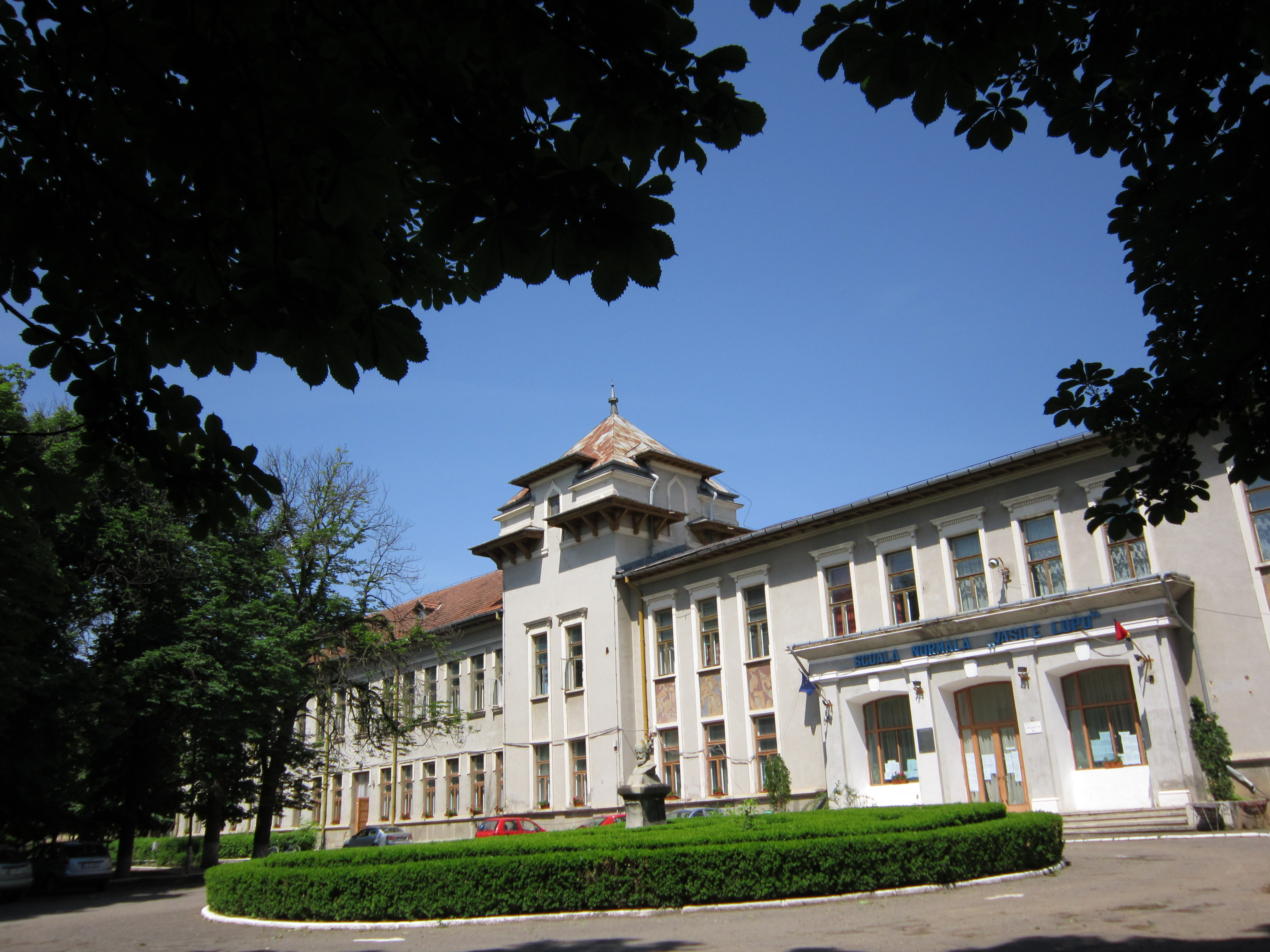
L'école Basile le Loup.

## Note
1. ↑  Le candidat au trône devait ensuite « amortir ses investissements » par sa part sur les taxes et impôts, verser en outre le tribut aux Ottomans, et s'enrichir néanmoins. Pour cela, un règne d'au moins un an est nécessaire, mais la « concurrence » est rude, certains souverains ne parviennent pas à se maintenir assez longtemps sur le trône, et devaient ré-essayer. Cela explique la brièveté de beaucoup de règnes, les règnes interrompus et repris, et parfois les règnes à plusieurs (co-princes). En fait, le gouvernement est assuré par le Mare Vornic (premier ministre), ses ministres (spatar-armée, vistiernic-finances, paharnic-économie, logofat-intérieur... approximativement) et par le Sfat domnesc (conseil des boyards).
Concernant le tribut aux Turcs, la vassalité des principautés roumaines envers l'Empire ottoman ne signifie pas, comme le montrent par erreur beaucoup de cartes historiques, qu'elles soient devenues des provinces turques et des pays musulmans. Seuls certains territoires moldaves et valaques sont devenus ottomans : en 1422 la Dobrogée au sud des bouches du Danube, en 1484 la Bessarabie alors dénommée Boudjak, au nord des bouches du Danube (ce nom ne désignait alors que les rives du Danube et de la mer Noire), en 1538 les rayas de Brăila alors dénommée Ibrahil et de Tighina alors dénommée Bender, et en 1713 la raya de Hotin. Le reste des principautés de Valachie et Moldavie (y compris la Moldavie entre Dniestr et Prout qui sera appelée Bessarabie en 1812, lors de l'annexion russe) ont conservé leurs propres lois, leur religion orthodoxe, leurs boyards, princes, ministres, armées et autonomie politique (au point de se dresser plus d'une fois contre le Sultan ottoman). Les erreurs cartographiques et historiques sont dues à l'ignorance ou à des simplifications réductrices. Voir Gilles Veinstein et Mihnea Berindei : L'Empire ottoman et les pays roumains, EHESS, Paris, 1987.